# Makatea
Makatea is een opgeheven atol (koraaleiland) in het zuidelijke deel van de Grote Oceaan. Het is administratief een deel van de gemeente Rangiroa, het belangrijkste atol in de buurt. De eilanden liggen in het noordwesten van de Tuamotueilanden, een atollengroep die tot Frans-Polynesië behoort. 

## Beschrijving
Makatea is 7,5 kilometer lang van noord naar zuid en maximaal 7 kilometer breed. Het eiland rijst 80 meter boven het zeeniveau uit. Volgens de census van 2017 woonden er 94 mensen op het eiland. De hoofdplaats is Moumu aan de oostkust. Dit dorp is net als het eiland praktisch verlaten. Tussen 1917 en 1966 werd op het eiland guano gewonnen. Er woonden toen meer dan 3000 mensen. In die tijd was er een school, een bakkerij en medische voorzieningen. Deze guano-onderneming zorgde voor 28% van het inkomen dat toen op het eiland werd verdiend. In 1966 sloot dit bedrijf en trokken de mensen weg. De overgebleven bewoners leven vooral van landbouw en visserij. Exportproducten zijn kopra en kokoskrab.

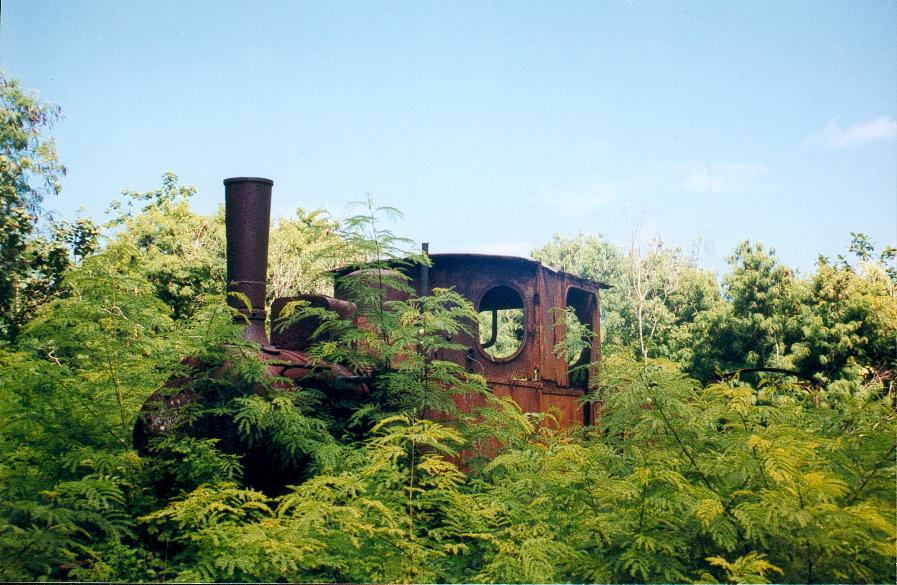
Overblijfsel van de guanowinning
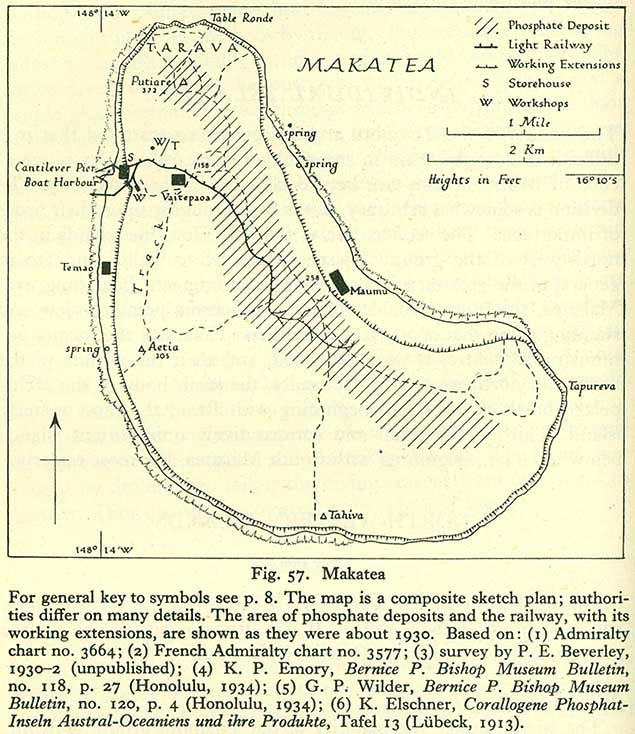
Schetskaart uit 1945.

## Geschiedenis
De Nederlandse ontdekkingsreiziger Jacob Roggeveen gaf het eiland in de naam Aurora. Een Franse bron vermeldt dat Roggeveen Makatea op 2 juni 1722 aandeed en  Eiland van Verkwikking noemde.
De Polynesiërs noemden het Makatea, wat witte rots betekent.

## Ecologie
Tussen 2008 en 2013 werd onderzoek verricht naar de mogelijkheden voor ecologisch herstel van het eiland. Op het eiland komen 77 verschillende soorten planten voor waarvan er 13 soorten endemisch zijn in Frans-Polynesië en vier soorten exclusief endemisch voor Makatea. Daarnaast zijn er 18 uitheemse soorten planten. Verder zijn er invasieve soorten dieren die bestreden moeten worden zoals de zwarte- en polynesische rat (Rattus rattus en R. exulans).
Op het eiland komen 46 vogelsoorten voor waaronder tien soorten van de Rode Lijst van de IUCN waaronder het witkeelstormvogeltje (Nesofregetta fuliginosa) en de endemische makateajufferduif (Ptilinopus chalcurus), Tahitiaanse muskaatduif (Ducula aurorae), saffierlori (Vini peruviana) en tuamotukarekiet (Acrocephalus atyphus).